# روبرت بي. آشر
روبرت بي. آشر (بالإنجليزية: Bob Asher)‏ هو شخصية أعمال أمريكي، ولد في 7 سبتمبر 1937.